# Euchromia wahnesi
Euchromia wahnesi är en fjärilsart som beskrevs av Rothschild 1911. Euchromia wahnesi ingår i släktet Euchromia och familjen björnspinnare. Inga underarter finns listade i Catalogue of Life.